# Euphaedra opalina
Euphaedra opalina är en fjärilsart som beskrevs av Schultze 1920. Euphaedra opalina ingår i släktet Euphaedra och familjen praktfjärilar. Inga underarter finns listade i Catalogue of Life.